# Matías Yépez
Matías Yépez fue un sacerdote y político peruano. 
En los años 1830 fue cura de la doctrina de Pomacanchi en la provincia de Quispicanchi. Fue diputado de la República del Perú por la provincia de Anta entre 1845 y 1848 durante el primer gobierno de Ramón Castilla.